# Catocala ixion
Catocala ixion là một loài bướm đêm trong họ Erebidae.